# Kabinett Osswald I
Das Kabinett Osswald I bildete vom 23. Oktober 1969 bis 17. Dezember 1970 die Landesregierung von Hessen. Die Wahl des Ministerpräsidenten erfolgte bereits am 3. Oktober 1969.

## Kabinett
| Amt                                                                                           | Name                             | Partei | Partei | Staatssekretäre                                                                    |
| --------------------------------------------------------------------------------------------- | -------------------------------- | ------ | ------ | ---------------------------------------------------------------------------------- |
| Ministerpräsident                                                                             | Albert Osswald                   |        | SPD    | Günter Bovermann (Chef der Staatskanzlei)                                          |
| Stellvertreter des Ministerpräsidenten                                                        | Johannes Strelitz und Rudi Arndt |        | SPD    | -                                                                                  |
| Inneres                                                                                       | Johannes Strelitz                |        | SPD    | Hans Krollmann                                                                     |
| Finanzen                                                                                      | Erwin Lang                       |        | SPD    | Otto Krauß                                                                         |
| Justiz                                                                                        | Karl Hemfler                     |        | SPD    | Alfred Flick                                                                       |
| Arbeit, Soziales und Gesundheitswesen (bis 18. November 1969) Soziales (ab 18. November 1969) | Horst Schmidt                    |        | SPD    | Friedrich Georg Schmidt                                                            |
| Kultus                                                                                        | Ludwig von Friedeburg            |        | SPD    | Hildegard Hamm-Brücher (bis 24. November 1969) Gerhard Moos (ab 25. November 1969) |
| Landwirtschaft und Forsten                                                                    | Tassilo Tröscher                 |        | SPD    | Frank Seiboth                                                                      |
| Wirtschaft und Technik                                                                        | Rudi Arndt                       |        | SPD    | Alfred Härtl                                                                       |